# Alessandro Zaccone
Alejandro Zaccone (16 de enero de 1999 Rímini, Emilia-Romaña, Italia) es un piloto de motoclismo que compite en el Campeonato del Mundo de MotoE con el equipo Aruba Cloud MotoE Racing Team.

## Biografía
Zaccone fue uno de los diez primeros en la serie europea Superstock 600 durante 2014 y 2015 antes de pasar al Campeonato de Europa de Supersport en 2016 y 2017. El italiano luego se mudó del paddock de WorldSBK al paddock de FIM CEV Repsol cuando compitió en el Campeonato de Europa de Moto2. En 2018 cerró su temporada de debut con un cuarto puesto en Valencia y comenzó su campaña de 2019 con una victoria de debut en Estoril. Otras dos tribunas le ayudaron a situarse tercero en el Campeonato y una oportunidad en la Copa del Mundo FIM Enel MotoE para 2020. Zaccone en las pruebas de Jerez de la Frontera cayó en la curva 11 durante la tercera y última sesión del día y su moto se quemó evitando que participase en el gran premio de Jerez.  Pasa de competir con Talmacsi Racing en STK600 a competir con el San Carlo Team Italia en la FIM Europe Supersport Cup en 2016, a bordo de una Kawasaki. El joven de 17 años ha anotado buenos puntos en 2014 y 2015 con resultados entre los diez primeros y espera poder enfrentarse a la competencia WorldSSP lo antes posible.
Zaccone comenzó a competir de niño, en 2008 fue campeón regional de mini-bicicletas y cuarto a nivel nacional. En los años siguientes continuó con el MiniGP y algunas carreras CIV en la categoría Moto3. Hizo su debut internacional en 2013 al participar, con el equipo Honda Italia, en el Gran Premio de Imola de la Copa de Europa Junior. En 2014 participó en las últimas cuatro carreras del calendario del campeonato de Europa Superstock 600 con una Honda CBR600RR del equipo Talmacsi Racing. Suma dieciséis puntos con los que cierra en la vigésima plaza de la clasificación de pilotos. La temporada siguiente es piloto titular en el Superstock 600 europeo con el mismo equipo que en 2014. Termina decimonoveno con veintiún puntos obtenidos. En 2016 es el piloto titular, junto a Axel Bassani, del San Carlo Team Italia con el que participa en las carreras en el territorio europeo del campeonato del mundo de Supersport. Conduciendo una Kawasaki ZX-6R concluye en tercer lugar en la clasificación reservada para la Copa de Europa y decimoséptimo en la general. En 2017 pasó a formar parte del equipo MV Agusta Reparto Corse con el que vuelve a competir por la Copa de Europa del mundial de Supersport. Recoge diecisiete puntos con los que cierra tercero en el Europeo y vigésimo tercero en el mundo. En el bienio 2018-2019 es piloto titular en la clase CEV Moto2, con el equipo Promoracing.

## Resultados

### Campeonato del Mundo de Motociclismo

#### Por temporada
| Temp. | Cat.  | Moto     | Equipo                        | N.º   | Carreras | Victorias | Podios | Poles | V.Ráp. | Pts. | Pos. | CM |
| ----- | ----- | -------- | ----------------------------- | ----- | -------- | --------- | ------ | ----- | ------ | ---- | ---- | -- |
| 2020  | MotoE | Energica | Trentino Gresini MotoE        | 61    | 6        | 0         | 0      | 0     | 0      | 37   | 12.º | -  |
| 2021  | MotoE | Energica | Octo Pramac MotoE             | 61    | 6        | 1         | 3      | 0     | 0      | 80   | 5.º  | -  |
| 2022  | Moto2 | Kalex    | Gresini Racing Moto2          | 61    | 20       | 0         | 0      | 0     | 0      | 9    | 24.º | -  |
| 2023  | MotoE | Ducati   | Tech3 E-Racing                | 61    | 16       | 0         | 0      | 0     | 0      | 104  | 11.º | -  |
| 2024  | MotoE | Ducati   | Tech3 E-Racing                | 61    | 15       | 1         | 5      | 6     | 1      | 179  | 5.º  | -  |
| 2025  | MotoE | Ducati   | Aruba Cloud MotoE Racing Team |       |          |           |        |       |        |      | *    |    |
| Total | Total | Total    | Total                         | Total | 63       | 2         | 8      | 6     | 1      | 409  |      | -  |

- * Temporada en curso.

### Por categoría
| Cat.  | Temporadas               | 1.er Gran Premio | 1.er Podio    | 1.ª Victoria  | Carreras | Victorias | Podios | Poles | V.Ráp. | Pts. | CM |
| ----- | ------------------------ | ---------------- | ------------- | ------------- | -------- | --------- | ------ | ----- | ------ | ---- | -- |
| MotoE | 2020–2021, 2023–presente | Andalucía 2020   | España 2021   | España 2021   | 43       | 2         | 8      | 7     | 1      | 400  | -  |
| Moto2 | 2022                     | Catar 2022       |               |               | 20       | 0         | 0      | 0     | 0      | 9    | -  |
| Total | 2020–Presente            | 2020–Presente    | 2020–Presente | 2020–Presente | 63       | 2         | 8      | 6     | 1      | 409  | -  |

#### Carreras por año
| Año  | Clase | Moto     | 1       | 2       | 3       | 4       | 5      | 6       | 7       | 8      | 9       | 10      | 11      | 12     | 13      | 14     | 15     | 16      | 17     | 18     | 19      | 20     | Pos. | Pts. |
| ---- | ----- | -------- | ------- | ------- | ------- | ------- | ------ | ------- | ------- | ------ | ------- | ------- | ------- | ------ | ------- | ------ | ------ | ------- | ------ | ------ | ------- | ------ | ---- | ---- |
| 2020 | MotoE | Energica | SPA DNS | AND Ret | RSM 7   | ERM 10  | ERM 5  | FRA 9   | FRA 12  |        |         |         |         |        |         |        |        |         |        |        |         |        | 12.º | 37   |
| 2021 | MotoE | Energica | SPA 1   | FRA 3   | CAT 4   | NED 3   | AUT 6  | RSM Ret | RSM DNS |        |         |         |         |        |         |        |        |         |        |        |         |        | 5.º  | 80   |
| 2022 | Moto2 | Kalex    | QAT 24  | INA 23  | ARG Ret | AME Ret | POR 15 | SPA 11  | FRA 18  | ITA 19 | CAT Ret | GER 19  | NED Ret | GBR 18 | AUT Ret | RSM 15 | ARA 14 | JPN Ret | THA 21 | AUS 16 | MAL Ret | VAL 16 | 24.º | 9    |
| 2023 | MotoE | Ducati   | FRA 8   | FRA 9   | ITA 11  | ITA 9   | GER 5  | GER 9   | NED 12  | NED 7  | GBR Ret | GBR Ret | AUT 7   | AUT 11 | CAT 9   | CAT 8  | RSM 7  | RSM 10  |        |        |         |        | 11.º | 104  |
| 2024 | MotoE | Ducati   | POR Ret | POR 12  | FRA Ret | FRA 4   | CAT 5  | CAT 3   | ITA 2   | ITA 6  | NED DSQ | NED 1   | GER 2   | GER 5  | AUT 6   | AUT 5  | RSM 2  | RSM 8   |        |        |         |        | 5.º  | 179  |
| 2025 | MotoE | Ducati   | FRA 3   | FRA Ret | NED 2   | NED 1   | AUT 7  | AUT 6   | HUN     | HUN    | CAT     | CAT     | RSM     | RSM    | POR     | POR    |        |         |        |        |         |        | 2.º* | 80*  |

| Color     | Resultado                                                               |
| --------- | ----------------------------------------------------------------------- |
| Oro       | Ganador                                                                 |
| Plata     | 2.ª plaza                                                               |
| Bronce    | 3.ª plaza                                                               |
| Verde     | Finalizó en los puntos                                                  |
| Azul      | Finalizó sin puntos                                                     |
| Azul      | NC - No clasificado                                                     |
| Violeta   | Ret - No terminó (Carrera)                                              |
| Rojo      | DNQ - No se clasificó                                                   |
| Negro     | DSQ - Descalificado                                                     |
| Blanco    | DNS - No empezó (carrera)                                               |
| Blanco    | WD - Retirado (fin de semana)                                           |
| Blanco    | C - Carrera cancelada                                                   |
| Sin color | DNP - Inscrito pero no participó                                        |
| Sin color | INJ - Lesionado                                                         |
| Sin color | EX - Excluido                                                           |
| Estado    | Resultado                                                               |
| Negrita   | Pole position                                                           |
| Cursiva   | Vuelta rápida                                                           |
| x         | Posición en carrera sprint                                              |
| †         | Abandona, pero clasifica al completar el porcentaje requerido para ello |

- * Temporada en curso.